# Избул
Избул (болг. Избул) — село в Болгарии. Находится в Шуменской области, входит в общину Нови-Пазар. Население составляет 363 человека.

## Политическая ситуация
В местном кметстве Избул, в состав которого входит Избул, должность кмета (старосты) исполняет Недрет Ремзи Мехмед (Движение за права и свободы (ДПС)) по результатам выборов.
Кмет (мэр) общины Нови-Пазар — Васил Еленков Тонев (Болгарская социалистическая партия (БСП)) по результатам выборов в правление общины.